# Gekisō Sentai Carranger
Oh-Rangers Mega Rangers
Gekisō Sentai Carranger (激走戦隊カーレンジャー, Gekisō Sentai Kārenjā, littéralement Car Rangers, l'escadron de la course) est une série télévisée japonaise, la vingtième série de la franchise Super Sentai. Cette série, en tant que série anniversaire, a la particularité d'être une sorte de parodie du genre.

## Synopsis
Après la mort violente de ses parents et la destruction de sa planète, Dapp, un jeune extraterrestre, fuit à travers l'espace en direction de la Terre. Il échoue au Japon dans un garage, le Pegasus, à la grande surprise des cinq jeunes propriétaires. Dapp explique que Bowzock, le clan intergalactique des fous de vitesse, a pour objectif la construction d'une autoroute spatiale et que la Terre est sur la trajectoire du chantier. Malgré le danger, les cinq garagistes sont sceptiques. Dapp devra biaiser et faire appel à leur cœur pour les convaincre de recevoir le Kuru Magic, pouvoir des cinq constellations interstellaires. Habités par ce nouveau pouvoir, les Car Rangers vont devoir empêcher la destruction de la Terre et accueillir les réfugiés, rescapés de la planète Hazard.

## Distribution
Les héros
- Yūji Kishi : Kyôsuke Jinnai / Red Racer
- Yoshihiro Masujima : Naoki Domon / Blue Racer
- Yoshihiro Fukuda : Minoru Uesugi / Green Racer
- Yuka Motohashi : Natsumi Shinohara / Yellow Racer
- Atsuko Kurusu : Yôko Yagami / Pink Racer

Soutien
- Rika Nanase : Zonnette
- Hiroshi Ootake : Recteur Gynamo
- Kyôsei Tsukui : Second Zelmoda
- Takashi Nagasako : Grotch l'inventeur
- Osamu Kobayashi : Empereur fou de vitesse, Exhaus

Autre
- Saki Hamamatsu : Radietta Fanbelt/White Racer (épisode 25)
- Misaki Sudō : Radietta Fanbelt/White Racer (épisodes 34-48)
- Mari Maruta : Dappu
- Ōchû Ōtsuka : Signalman
- Kiyoshi Kobayashi : VRV master
- Nobuo Tanaka : Richi Hicker

## Personnages

### Car Rangers
- Kyôsuke Jinnai (陣内 恭介, Jinnai Kyōsuke?) / Red Racer (レッドレーサー, Reddo Rēsā?)
  - Armes : Fender Sword (フェンダーソード, Fendā Sōdo?)
  - Attaques : Driving Attack (ドライビングアタック, Doraibingu Atakku?), Perfect Blow (パーフェクトブロウ, Pāfekuto Burō?), Driving Slash (ドライビングスラッシュ, Doraibingu Surasshu?)
- Naoki Domon (土門 直樹, Domon Naoki?) / Blue Racer (ブルーレーサー, Burū Rēsā?)
  - Armes : Muffler Guns (マフラーガン, Mafurā Gan?)
  - Attaques : Hairpin Kick (ヘアピンキック, Heapin Kikku?), Hyper Hairpin Kick (ハイパーヘアピンキック, Haipā Heapin Kikku?), Passing Flash (パッシングフラッシュ, Passhingu Furasshu?), Extreme Car Wash (エクストリームカーウォッシュ, Ekusutorīmu Kā Uosshu?)
- Minoru Uesugi (上杉 実, Uesugi Minoru?) / Green Racer (グリーンレーサー, Gurīn Rēsā?)
  - Armes : Engine Cannon (エンジンキャノン, Enjin Kyanon?)
  - Attaques : Pit-In Dive (ピティンダイブ, Pitin Daibu?), Green Racer Namiwa Kick (グリーンレーサー浪わキック, Gurīn Rēsā Namiwa Kikku?)
- Natsumi Shinohara (志乃原 菜摘, Shinohara Natsumi?) / Yellow Racer (イエローレーサー, Ierō Rēsā?)
  - Armes : Side Knuckles (サイドナックル, Saido Nakkuru?)
  - Attaques : Checker Chop (チェッカーチョップ, Chekkā Choppu?), Violent Dash Mechanic Dismantling (バイオレント  ダッシュメカニックディスマントリング, Baiorento Dasshu Mekanikku Dismantoringu?)
- Yôko Yagami (八神 洋子, Yagami Yōko?) / Pink Racer (ピンクレーサー, Pinku Rēsā?)
  - Armes : Bumper Bow (バンパーボゥ, Banpā Bō?)
  - Attaques : Wheel Spin Kick (ホイルスピンキック, Hoiru Supin Kikku?), Wheel Spin Shield (ホイルスピンシールド, Hoiru Supin Shīrudo?), Pink Flying Attack (ピンクフライングアタック, Pinku Furaingu Atakku?), Pink Giant Swing (ピンクジャイアントスウィング, Pinku Jaianto Suwingu?), Pink Bomb Punch (ピンク爆弾パンチ, Pinku Bakudan Panchi?), Viblade Returning Wiper (バイブレードおかえしワイパー, Bai Burēdo Okaeshi Waipā?)

L'appel nominal se conclut par « En combattant pour un transit sécure! » (「戦う交通安全！」, « Tatakau kōtsū anzen! ») suivi de « Gekisō Sentai ! Caaaar Rangers ! » (「激走戦隊！カ〜〜〜レンジャー！」, «  Gekisō Sentai! Kāāāārenjā! »)

### Soutien
- Dapp (ダップ, Dappu?) :
- Famille Tenma (天馬, Tenma?)
  - Sôichirô Tenma (天馬 総一郎, Tenma Sōichirō?) (épisodes 2-48) : Propriétaire du garage Pegasus.
  - Yoshie Tenma (天馬 良江, Tenma Yoshie?) (épisodes 3-48) : Épouse de Sôichirô.
  - Ichitarô Tenma (天馬 市太郎, Tenma Ichitarō?) (épisodes 3-48) : Fils de Sôichirô.
- Signalman (シグナルマン, Shigunaruman?) (épisodes 12–17, 20–28, 35-38, 42–44, 46–48) : Cyber-policier assigné à la Terre.
- Sigue (シグエ, Shigue?) (épisodes 27–28, 35–36, 44, 48) : Épouse de Signalman.
- Sigtarô (シグタロウ, Shigutarō?) (épisodes 27–28, 35–36, 44, 48) : Fils de Signalman.
- Radietta Fanbelt (ラジエッタ・ファンベルト, Rajietta Fanberuto?) / White Racer (ホワイトレーサー, Howaito Rēsā?) (épisodes 25, 34, 45, 48) : Plus jeune sœur de Zonnette, et gigantesque admiratrice des Car Rangers.
- Loup solitaire de l'espace, VRV Master (宇宙の一匹狼VRVマスター, Uchū no Ippiki Ōkami Bui Aru Bui Masutā?) (épisodes 29–32, 41–43, 47–48) : Il donna les Victory Ranger Vehicles aux Car Rangers à la suite du vol du RV-Robot par Bowzock.

### Clan intergalactique des fous de vitesse, Bowzock
Le clan intergalactique des fous de vitesse, Bowzock (宇宙暴走族ボーゾック, Uchū bōsō zōku Bōzokku) rêve de construire une autoroute spatiale ; mais la Terre se trouve sur la trajectoire du chantier.
- Empereur de la vitesse, Exhaus (暴走皇帝エグゾス, Bōsōgōtei Eguzosu?) (épisodes 35–48)
  - Président Gynamo (総長ガイナモ, Sōchō Gainamo?)
  - Commandant-en-second Zelmoda (副長ゼルモダ, Fukuchō Zerumoda?)
  - Inventeur Grotch (発明家グラッチ, Hatsumeika Guratchi?)
  - Beauty Zonnette (美女ゾンネット, Bijo Zonnetto?) (épisodes 1–45)
  - Instructeur Ritchhiker (リッチハイカー教授, Ritchihaikā Kyōju?) (épisodes 16–31)

Les combattants Wumpers (戦闘員ワンパー, Sentōin Wanpā) (épisodes 1–47) sont les fantassins du clan.
Les Gorotsuki spatiaux (宇宙ゴロツキ, Uchū Gorotsuki) sont les monstres envoyés sur Terre par le clan.

### Zoku Rangers
Les Zoku Rangers (暴走戦隊ゾクレンジャー, Bōsō Sentai Zokurenjā, littéralement Zokuranger, l'escadron des fous de vitesse) sont entre autres connus pour être une parodie d'escadron maléfique dans une parodie des séries Super Sentai. L'équipe est constituée de :
- SS Pamaan (スースーパマーン, Sū Sū Pamān?)
- Zoku Blue (ゾクブルー, Zoku Burū?)
- Zoku Green (ゾクグリーン, Zoku Gurīn?)
- Zoku Yellow (ゾクイエロー, Zoku Ierō?)
- Zoku Pink (ゾクピンク, Zoku Pinku?)

## Arsenal
- Accel Changer (アクセルチェンジャー, Akuseru Chenjā?) : transformateur des Car Rangers. Ils revêtent leurs armures par la commande « Racing! Accel Changer » (「激走！アクセルチェンジャー」, « Gekisō! Akuseru Chenjā »?).

### Équipement
- Auto Blaster (オートブラスター, Ōto Burasutā?) : Pistolet individuel des Car Rangers.
- Viblade (バイブレード, Baiburēdo?) : Épée individuelle des Car Rangers.
- Giga Formula (ギガフォーミュラー, Giga Fōmyurā?) : Canon formé à partir des armes individuelles des Car Rangers.
- Formula Nova (フォーミュラーノバ, Fōmyurā Noba?) : Autre canon des Car Rangers.
- Giga Booster (ギガブースター, Giga Būsutā?) : Bazooka des Car Rangers. Il peut être utilisé en mode « Booster Cannon » (「ブースターキャノン」, « Būsutā Kyanon »?) ou en mode « Booster Jet » (「ブースタージェット」, « Būsutā Jetto »?).
- Car Navick (カーナビック, Kā Nabikku?) :
- Navick Blaster (ナビックブラスター, Nabikku Burastā?) : Formé à partir de l'Auto Blaster et du Car Navick.
- Signizer (シグナイザー, Shigunaizā?) : Arme individuelle de Signalman. Il peut être utilisé en « mode Bâton de police » (「ポリスバトンモード」, « Porisu Baton Mōdo »?) ou en « mode Pistolet » (「ガンモード」, « Gan Mōdo »?).
- Signal Whistle (シグナルホイッスル, Shigunaru Hoissuru?) : Sifflet de Signalman.

### Véhicules
- Speeder Machines (スピーダーマシン, Supīdā Mashin?) : Karts utilisés par les Car Rangers avant l'arrivée des Ranger Vehicles. Ils sont embarqués à l'intérieur des Ranger Vehicles, pour servir de cockpits.
  - Red Speeder 1 (レッドスピーダー１, Reddo Supīdā 1?) : Speeder Machine de Red Racer.
  - Blue Speeder 2 (ブルーススピーダー２, Burū Supīdā 2?) : Speeder Machine de Blue Racer.
  - Green Speeder 3 (グリーンスピーダー３, Gurīn Supīdā 3?) : Speeder Machine de Green Racer.
  - Yellow Speeder 4 (イエロースピーダー４, Ierō Supīdā 4?) : Speeder Machine de Yellow Racer.
  - Pink Speeder 5 (ピンクスピーダー５, Pinku Supīdā 5?) : Speeder Machine de Pink Racer.
- Sirender (サイレンダー, Sairendā?) : Voiture de police personnelle de Signalman.
- Polispeeder (ポリスピーダー, Porisupīdā?) : Moto de police personnelle de Signalman.
- Victrailer (ビクトレーラー, Bikutorērā?) : Transporteur des Victory Ranger Vehicles.
- Radiacar (ラジエッカー, Rajiekkā?) : Voiture personnelle de Radietta Fanbelt.
- Wild Cars (野生の車?, Yasei no Kuruma) :
  - Pegasus Thunder (ペガサスサンダー, Pegasasu Sandā?)
  - Dragon Cruiser (ドラゴンクルーザー, Doragon Kurūzā?)

## Mechas
- RV-Robot (ＲＶロボ, Aru Bui Robo?) (épisode 5) : formé à partir des cinq Ranger Vehicles suivants :
  - Red Vehicle (レッドビークル, Reddo Bīkuru?) : Piloté par Red Racer, une voiture de sport.
  - Blue Vehicle (ブルービークル, Burū Bīkuru?) : Piloté par Blue Racer, un pick-up.
  - Green Vehicle (グリーンビークル, Gurīn Bīkuru?) : Piloté par Green Racer, un monospace.
  - Yellow Vehicle (イエロービークル, Ierō Bīkuru?) : Piloté par Yellow Racer, un véhicule utilitaire sport.
  - Pink Vehicle (ピンクビークル, Pinku Bīkuru?) : Piloté par Pink Racer, une voiture compacte.

L'assemblage a lieu à partir de la commande « Fusion à pleine vitesse ! » (「激走合体！」, « Gekisō Gattai! »). Il est armé de l'épée RV (ＲＶソード, Aru Bui Sōdo) et du bouclier radial (ラジアルシールド, Rajiaru Shīrudo). Au moment de porter le coup de grâce, les Car Rangers disent : « Épée RV, taillade à fond ! » (「ＲＶソード、激走斬り！」, « Aru Bui Sōdo, Gekisō Giri! »)
- Radiacar-Robo (ラジエッカーロボ, Rajiekkā Robo?) : Formé à partir de Radiacar.

- VRV-Robot (ＶＲＶロボ, Bui Aru Bui Robo?) (épisode 31) : formé à partir des cinq Victory Ranger Vehicles suivants :
  - V-Fire (Ｖファイヤー, Bui Faiyā?) : Piloté par Red Racer.
  - V-Police (Ｖポリス, Bui Porisu?) : Piloté par Blue Racer.
  - V-Dump (Ｖダンプ, Bui Danpu?) : Piloté par Green Racer.
  - V-Dozer (Ｖドーザー, Bui Dōzā?) : Piloté par Yellow Racer.
  - V-Rescue (Ｖレスキュー, Bui Resukyū?) : Piloté Pink Racer.

L'assemblage a lieu à partir de la commande « Fusion de la victoire certaine ! » (「必勝合体！」, « Hisshō Gattai! »).
- Scramble Intersection-Robot (スクランブル交差ロボ, Sukuranburu Kōsa Robo?) : formé à partir de RV-Robot et de VRV-Robot.

L'assemblage a lieu à partir de la commande « Fusion de super-urgence ! » (「スーパー緊急合体！」, « Sūpā Kinkyū Gattai! »).
- Radiacar-Robot (ラジエッカーロボ, Rajiekkā Robo?) : Formé à partir de Radiacar.

## Épisodes
1. La sécurité routière au combat (戦う交通安全, Tatakau Kōtsū Anzen?)
2. La pollution qui danse par le bruit (踊る騒音公害, Odoru Sōonkōgai?)
3. La marque des justiciers débutants (正義の初心者印, Seigi no Shoshinsha Māku?)
4. Feu rouge pour devenir énorme (巨大化に赤信号, Kyodaika ni Akashingō?)
5. Blue, interdit d'entrer ?! (青は進入禁止⁈, Burū wa Shinnyū Kinshi?!?)
6. Nous sommes… la première voie (私達…一方通行, Watashi-tachi… Ippōtsūkō?)
7. Désormais, c'est la fusion à pleine vitesse (この先激走合体, Kono Saki Gekisō Gattai?)
8. Le bracelet de transformation n'est plus porté (変身腕輪不携帯, Henshin Buresu Fukeitai?)
9. U Turn des étoiles (星へのUターン, Sutā e no Yū Tān?)
10. Le grand renversement !! Cours de bicyclette (大逆転‼自転車教習, Dai Gyakuten!! Jitensha Kyōshū?)
11. Le surpoids de la colère (怒りの重量オーバー, Ikari no Jūryō Ōbā?)
12. Le signal humain qui venait de l'espace (宇宙から来た信号野郎, Uchū Kara Kita Shingō Yarō?)
13. Intervention !! Le fier véhicule de secours (出動‼自慢の緊急車両, Shutsudō!! Jiman no Kinkyū Sharyō?)
14. À font vers l'enfer tonnant (雷地獄へフルアクセル, Ikazuchi Jigoku e Furu Akuseru?)
15. Un écart du mal en amour (悪まで仮免恋愛中, Aku Made Karimen Ren ai Chū?)
16. Attention à l'unification des intelligences maléfiques (ワル知恵合流注意, Waru-jie Gōryū Chūi?)
17. Résistez au choc frontal ! (押し着せ正面衝突！, Oshi Kise Shōmenshōtotsu!?)
18. Entretenir le mensonge du cœur (うそつきハート整備中, Usotsuki Hāto Seibi Chū?)
19. Fugueuse par amour ! (恋のあて逃げ娘！, Koi no Atenige Musume!?)
20. L'ultime crash test !! (試乗最高の名車‼, Shijō Saikō no Meisha!!?)
21. Un GPS au-dessus des GPS (カーナビを超えたカーナビ, Kānabi wo Koeta Kānabi?)
22. La tragique loi du trafique (悲劇の交通ルール体質, Higeki no Kōtsū Rūru Taishitsu?)
23. La princesse surchauffe ! (王女様にオーバーヒート！, Ōjosama ni Ōbāhīto!?)
24. Décollage d'urgence ?! Un nouveau leader (急発進⁈ニューリーダー, Kyū Hasshin?! Nyū Rīdā?)
25. Une fille s'immisce dans le puzzle ! (ナゾナゾ割り込み娘！, Nazonazo Warikomi Musume!?)
26. Livraison non-stop d'armes à domicile (ノンストップ宅配武器, Nonsutoppu Takuhai Buki?)
27. Aller à sa prise de poste… (単身赴任の分岐点…, Tanshinfunin no Bunkiten…?)
28. Adieu, Signalman !! (さらば信号野郎‼, Saraba Shingō Yarō!!?)
29. Prévoyez l'accident contre le monstre géant !! (予期せぬ大怪獣事故‼, Yoki Senu Daikaijū Jiko!!?)
30. C'est le changement total ! VRV-Robot (フルモデルチェンジだ！VRVロボ, Furu Moderu Chenji da! Bui Aru Bui Robo?)
31. Début d'impact ! Le travail des véhicules (衝撃のデビュー！はたらく車‼, Shōgeki no Debyū! Hataraku Kuruma!!?)
32. Le grand retournement de RV-Robot ! (RVロボ大逆走！, Āru Bui Robo Dai Gyakusō!?)
33. Réveillez-vous ! Dapp à toute allure (おめざめ！激走ダップ, O-mezame! Gekisō Dappu?)
34. L'intervention en épingle d'amour de la fille (恋の世話焼き割り込み娘, Koi no Sewayaki Warikomi Musume?)
35. La trahison de Signalman (裏切りの信号野郎, Uragiri no Shingō Yarō?)
36. Un gaz d'échappement douteux (怪しい排ガス一掃作戦, Ayashī Haigasu Issō Sakusen?)
37. Le projet redoutable d'autoroute intergalactique (恐怖の大宇宙ハイウェイ計画, Kyōfu no Daiuchū Haiwei Keikaku?)
38. Un bon recul !? La vie d'Imo Yôkan (バックオーライ⁉イモヨーカン人生, Bakku Ōrai!? Imo-Yōkan Jinsei?)
39. J'aime, j'aime la route !! Le petit animal de l’espace (道路好き好き‼宇宙ペット, Dōro Suki suki!! Uchū Petto?)
40. Naniwa, quoi qu'il en soit, Scramble Intersection-Robot !? (浪速ともあれスクランブル交差ロボ⁉, Naniwa Tomoare Sukuranburu Kōsa Robo!??)
41. Le terrible contrôle de carburant de l'empereur des fous de vitesse (暴走皇帝戦慄の燃料チェック, Bōsō Kōtei Senritsu no Nenryō Chekku?)
42. Le moteur des machines flanche ! Situation critique pour les robots géants !! (全車エンスト！巨大ロボ絶体絶命‼, Zensha Ensuto! Kyodai Robo Zettai Zetsumei!!?)
43. Merry Kurumagic Christmas!! (メリークルマジッククリスマス‼, Merī Kurumajikku Kurisumasu!!?)
44. La chasse intense du poulet tenace ! (不屈のチキチキ激走チェイス！, Fukutsu no Chikichiki Gekisō Cheisu!?)
45. Départ d'un véritable amour (ホントの恋の出発点, Honto no Koi no Shuppatsuten?)
46. Erreur soudaine !? Le pouvoir de la transformation (突然失効⁉変身パワー, Totsuzen Shikkō!? Henshin Pawā?)
47. Frapper et casser !? Le chauffeur galactique kamikaze (当って砕けろ⁉決死の宇宙ドライブ, Atatte Kudakero!? Kesshi no Uchū Doraibu?)
48. La sécurité routière pour toujours !! (いつまでも交通安全‼, Itsu Made mo Kōtsū Anzen!!?)

## Production
- Auteur : Saburo Hatte
- Scénaristes : Yoshio Urasawa, Hirohisa Soda, Naruhisa Arakawa
- Musique : Toshihiko Sahashi
- Régisseur général : Hiroshi Butsuta
- Photographie : Masao Inokuma
- Régisseur : Ryûta Tasaki, Noboru Takemoto, Shôjirou Nakazawa
- Coordinateur cascades : Junji Yamaoka, Kazuo Niibori, Jûn Murakami (J.A.E.)
- Character designer : Akira Nosaki, Abe Osamu
- Producteurs : Atsushi Kaji, Tarou Iwamoto, Kenji Oota (T.V. Asahi), Shigenori Takadera, Kôichi Yada (Toei)
- Réalisateurs : Yoshiaki Kobayashi, Tarô Sakamoto, Katsuya Watanabe, Ryûta Tasaki, Noboru Matsui, Noboru Takemoto

## Générique
- Ouverture : "Gekisō Sentai Kārenjā" (épisodes 01-13)

Auteur : Yukinojô Mori / Compositeur : Takashi Shoji / Interprète : Seiko Takayama
- Ouverture : "Gekisō Sentai Kārenjā-Full accel version" (épisodes 14-31, seconde version épisodes 38-48)

Auteur : Yukinojû Mori / Compositeur : Takashi Shoji / Arrangement : Keiichi Oku / Interprète : Seiko Takayama
- Fin : "Tengoku samba"

Auteur : Yukinojô Mori / Compositeur : Takashi Shoji / Interprète : Seiko Takayama

## Exclusivités vidéo
- 1998 : Carranger VS Ohranger
- 1998 : Megaranger VS Carranger

## Autour de la série
- Le vingtième épisode de Carranger marque aussi le millième épisode de la franchise Super Sentai Series.